# Револьвер системы Нагана
Револьве́р систе́мы Нага́на образца 1895 года (7,62-мм револьвер Нагана обр. 1895 г., или 3-линейный револьвер образца 1895 года, индекс ГРАУ — 56-Н-121) — семизарядный револьвер, разработанный и производившийся бельгийскими промышленниками братьями Эмилем (Émile) (1830—1902) и Леоном (Léon) (1833—1900) Наганами (Nagant) для Российской империи, состоявший на вооружении и выпускавшийся в ряде стран в конце XIX — середине XX века.

## История создания
В последней четверти XIX века многие государства задумались о перевооружении своих армий. К тому времени наиболее перспективным образцом личного короткоствольного огнестрельного оружия были револьверы, сочетавшие достаточную простоту конструкции, многозарядность и надёжность. Бельгийский город Льеж был одним из европейских центров оружейной промышленности. В нём с 1859 года существовала Оружейная фабрика Эмиля и Леона Наган (Fabrique d’armes Emile et Léon Nagant) — небольшая семейная мастерская, занимавшаяся ремонтом голландских револьверов и проектирующая свои образцы огнестрельного оружия. Первый револьвер оригинальной конструкции старший брат Эмиль представил на испытания бельгийскому военному ведомству, и он был принят на вооружение в качестве офицерского и унтер-офицерского оружия под названием «револьвер модели 1878 года». 9-мм револьвер модели 1878 года был шестизарядным, он был оснащён «механизмом двойного действия», то есть взведение курка могло осуществляться непосредственно рукой стрелка́ либо автоматически при нажатии на спусковой крючок. Для унтер-офицеров пехоты, кавалерии и вспомогательного состава по заданию руководства бельгийской армии был разработан «9-мм револьвер Наган М/1883» с сознательно ухудшенными боевыми качествами: за счёт введения дополнительной детали была исключена возможность стрельбы «самовзводом», после каждого выстрела приходилось заново взводить курок. Было выпущено ещё несколько модификаций револьвера разных калибров и длин ствола. Вскоре в результате болезни Эмиль Наган почти полностью потерял зрение и основные работы по усовершенствованию конструкции предпринял его младший брат Леон Наган.

### Модель 1886 года
В модели 1886 года была несколько снижена масса оружия и значительно улучшена надёжность и технологичность конструкции, так, четыре пружины ударно-спускового механизма были заменены всего одной двупёрой. Также в новой модели была учтена существующая тенденция развития оружия в сторону уменьшения калибра, был выбран наиболее распространённый в то время 7,5-мм патрон с бездымным порохом. Одной из главных проблем, стоявших перед конструкторами револьверов, был прорыв пороховых газов в зазор между казённым срезом ствола и передним торцом барабана. В конструкции бельгийского оружейника Анри Пипера было найдено решение проблемы обтюрации: перед выстрелом спусковой механизм подавал барабан револьвера вперёд, патрон имел особую конструкцию, пуля в нём была полностью утоплена в гильзу, роль обтюратора играло дульце гильзы, раздаваемое и прижимаемое пороховыми газами в момент выстрела к каналу ствола, что исключало возможность прорыва газов. Этот принцип с существенным упрощением конструкции механизма, надвигавшего барабан на ствол, был использован Леоном Наганом в 1892 году, под новую модель револьвера был разработан патрон с гильзой, снабжённой удлинённым дульцем. Эта модель револьвера Нагана стала классической, последующие модификации не принесли заметного изменения в конструкцию.

## Конструкция
Во всех револьверах конструкции Нагана прослеживаются общие основы и признаки:
- наличие ударно-спускового механизма двойного действия, позволявшего стрелять как с предварительным взведением курка, так и самовзводом (за исключением «солдатских» и «унтер-офицерских» дореволюционных моделей, в которых самовзводный механизм блокировался в целях уменьшения расхода боеприпасов)
- монолитная неразъёмная рамка
- дверца, открывающая каморы барабана поворотом вбок. Исключение составляет модель 1910, у которой дверца откидывается назад и высвобождает барабан, который откидывается вправо.
- ствол ввинчен в рамку на глухой посадке
- шомпол, в боевом положении скрывающийся в оси барабана, а после стрельбы играющий роль экстрактора (выталкивателя) стреляных гильз
- механизм, находящийся в рамке, закрывается плоской крышкой

Барабан револьвера является одновременно и патронником, и магазином. У наиболее распространённой модели (образца 1895 года) и у большинства её модификаций ёмкость барабана 7 патронов. Полая ось барабана вставляется в рамку спереди и удерживается в ней шомпольной трубкой, установленной перед барабаном на шейке ствола с возможностью поворачиваться на нём как на оси. На моделях с надвиганием барабана на ствол барабан оснащён возвратным механизмом, состоящим из трубки барабана и пружины. На правой стенке рамки размещается стопорное приспособление барабана, роль которого играет подпружиненная дверца. В открытом (откинутом вбок) положении дверца позволяла заряжать и разряжать револьвер, в закрытом закрывала камору, предотвращая выпадение патрона и не давая барабану проворачиваться против часовой стрелки. На барабане выполнены семь гнёзд и выемок для выступа дверцы в открытом и закрытом положении. Механизм револьвера состоит из деталей, выполняющих функции механизма запирания, ударно-спускового механизма и производящих поворот и надвигание барабана на ствол: казённика, ползуна, спускового крючка с собачкой и боевой пружины. Прицельные приспособления состояли из целика с прицельной прорезью на верхней части рамки и мушки на передней части ствола. Всего в конструкции револьвера образца 1895 года 41 деталь.

### Ударно-спусковой механизм
Ударно-спусковой механизм курковый, двойного действия (выпускался также вариант с УСМ только одинарного действия), боёк шарнирно установлен на курке, боевая пружина — пластинчатая, двупёрая, размещена в рукоятке. Шептало выполнено заодно со спусковым крючком. Предохранитель отсутствует, но при ненажатом спусковом крючке специальная деталь не позволяет бойку соприкасаться с капсюлем. При взведении курок приводит также в действие специфический замочный механизм, сдвигающий барабан револьвера вперед, а спусковой крючок обеспечивает стопорение барабана от вращения.

## Баллистические свойства

### Кучность
Фиксированный прицел отрегулирован на дистанцию в 25 м (на этой дистанции средняя точка попаданий совпадает с точкой прицеливания). При этом на разных дальностях наблюдается следующая кучность попаданий (Таблица).
| Дистанция, м | С подставки | С руки |
| ------------ | ----------- | ------ |
| 11           | 4,0         | 7,0    |
| 18           | 5,6         | 9,0    |
| 25           | 7,2         | 13     |
| 36           | 11          | 19     |
| 50           | 14          | —      |

### Сила боя
С 35 шагов (25 м) по пакету сухих сосновых досок толщиной 2,54 см (один дюйм), расположенных на расстоянии 8 см одна от другой, наблюдается пробивание: 3 доски — 100 % пуль, 4 доски — 70 %, 5 досок — 25 %. Одна доска пробивается на расстоянии до 200 шагов (140 м).

## Производство
Уже ранняя 9-мм модель 1878 года получила положительные отзывы бельгийской армии, что способствовало известности марки фабрики Наган на мировом рынке.
Револьвер Нагана образца 1895 года, а также его модификации выпускали многие оружейные фирмы по всему миру. Среди них:
- «Fabrique d’armes Emile et Léon Nagant» (Льеж,  Бельгия)
- «Лепаж» ( Бельгия)
- «Байяр» ( Бельгия)
- «Франкот» ( Бельгия)
- «Хускварна Вапенфабрикс» (Швеция)
- Оружейная фабрика в Конгсберге (Норвегия)
- «Генель» (Германия)
- Русский Императорский Тульский оружейный завод ( Российская империя)
- Ижевский оружейный завод ( СССР)
- «Арисменди-Гоэнага» (Испания)
- Радомский оружейный завод (Польша)
- «Энель» в Зуле (Германия)
- и другие.

## Принятие на вооружение в Российской империи
В конце XIX века Российская империя приступила к массовому перевооружению своей армии. В качестве основного образца стрелкового оружия была выбрана винтовка Мосина образца 1891 года. Штатным револьвером служила морально устаревшая к тому времени модель 4,2-линейного (10,67-мм) револьвера системы Смита-Вессона III образца 1880 года. К поиску перспективных моделей была подключена Комиссия для выработки малокалиберного ружья во главе с генерал-лейтенантом Н. И. Чагиным. Основные требования к новому армейскому револьверу заключались в следующем:
- Большое останавливающее действие пули. Так как одним из основных видов войск была кавалерия, то выстрел на эффективной дальности (до 50 шагов) должен останавливать лошадь.
- «Сила боя» должна обеспечивать пробивание четырёх-пяти дюймовых сосновых досок.
- Небольшая масса (0,82—0,92 кг).
- Калибр, число, направление, профиль нарезов ствола и т. п. должны совпадать с таковыми у трёхлинейной винтовки Мосина, тогда при изготовлении револьверов можно будет использовать бракованные винтовочные стволы.
- Револьвер не должен быть оснащён устройством стрельбы самовзводом, ибо он «вредно влияет на меткость».
- Начальная скорость пули должна составлять не менее 300 м/с.
- Револьвер должен обладать хорошей кучностью стрельбы.
- Конструкция должна быть простой и технологичной.
- Револьвер должен быть надёжен, нечувствителен к загрязнениям и плохим условиям эксплуатации, прост в обслуживании.
- Экстрагирование гильз должно быть не одновременным, а поочерёдным.
- Прицельные приспособления должны быть рассчитаны так, чтобы траектория полёта пули пересекала линию прицеливания на расстоянии 35 шагов.
- Ёмкость барабана не менее 7 патронов.
- Патрон с фланцевой латунной гильзой, оболочечной пулей и бездымным порохом.

Отказ от самовзводной стрельбы и одновременного экстрагирования стреляных гильз был вызван мнением, что, во-первых, они усложнят конструкцию (что негативно скажется на надёжности и стоимости револьвера), а во-вторых, приведут к «избыточному расходу боеприпасов».
Объявленный конкурс носил фиктивный характер. Фактически рассматривали системы Анри Пипера и Леона Нагана, причём, требования конкурса будто бы специально были созданы под револьвер Нагана. Анри Пипер прямо заявлял об отсутствии равенства конкурсантов. Иных серьёзных предложений на конкурсе не было — тульские предложения по модернизации очень удачного револьвера системы Смита и Вессона были очень сырыми, времени на их отработку не было, «загадочный» многоствольный пистолет системы С. И. Мосина существует только в куцых описаниях, некий автоматический пистолет также упоминается отрывочно. Видимость борьбы развернулась между бельгийскими оружейниками Анри Пипером с моделью револьвера М1889 «Байяр» и Леоном Наганом с М1892.
Леону Нагану пришлось переделать револьвер под русский 7,62-мм калибр и, как и в 1883 году, исключить возможность самовзводной стрельбы, ухудшив характеристики оружия в соответствии с требованиями конкурса. Было представлено два варианта — 6- и 7-зарядные револьверы. Револьвер Пипера был отвергнут из-за несоответствия требованиям конкурса. Победа в конкурсе Леона Нагана была, вероятно, во многом обусловлена тем, что у него в российском военном ведомстве уже были давно установленные связи. За патент на револьвер Наган запросил 75 000 рублей, в чём ему, в конечном итоге, было отказано и был назначен повторный конкурс с новыми уточнёнными условиями. В них, помимо характеристик, оговаривалась премия: 20 000 рублей за конструкцию револьвера и 5000 за конструкцию патрона; кроме того, победитель «отдавал своё изобретение в полную собственность русского правительства, которое получало право изготавливать его как у себя в стране, так и за границей, без какой-либо приплаты изобретателю». Пипер представил на конкурс заново переработанные револьверы с оригинальной автоматикой, которые комиссия сочла «остроумными, но не практичными». Шестиствольный револьвер С. И. Мосина был также отвергнут. Доводки в конструкции револьвера Нагана были менее значительными и после сравнительных испытаний с 4,2-линейным револьвером Смит-Вессона конструкция была одобрена. По результатам войсковых испытаний участвующие в них офицеры высказали настойчивое желание получить револьвер двойного действия с возможностью самовзводной стрельбы. Вернувшись к самовзводному варианту револьвера, комиссия и его не сочла полностью удовлетворительным, поэтому было принято решение принять на вооружение русской армии револьверы двух образцов: самовзводный офицерский и несамовзводный — для унтер-офицеров и рядовых.
После внесения ряда мелких изменений конструкция была утверждена весной 1895 года.
13 мая 1895 года (25 мая по григорианскому календарю) указом Николая II «солдатская» и «офицерская» модели револьвера Нагана были приняты на вооружение русской армии, однако, по военному ведомству револьверы были официально приняты на вооружение в июне 1896 года, приказом военного министра № 186.
Закупочная цена револьвера, производимого в Бельгии, не превышала для российской армии 30—32 рублей. Контракт предусматривал в течение последующих трёх лет поставку 20 000 револьверов образца 1895 года. Бельгийская сторона также была обязана по контракту оказать помощь в постановке производства револьверов на Императорском Тульском оружейном заводе. Конструкция револьвера русского производства подверглась небольшой модернизации: затылок рукояти выполнялся цельным (а не разрезным, как в бельгийском варианте), была упрощена форма мушки. Подверглась усовершенствованию и технология производства. Стоимость тульского нагана составляла 22 рубля 60 копеек. Заказ на пять лет — с 1899 по 1904 год — составил 180 000 единиц. Однако, при сравнении цен следует учитывать, что в России револьвер производился на государственном предприятии, и многие расходы не учитывались. Например, для налаживания производства казна закупила в США станки на сумму более миллиона рублей. Если бы эта сумма выплачивалась непосредственно Тульским заводом, цена производства была бы намного выше.
Револьверами были вооружены офицеры, вахмистры, фельдфебели, музыканты и нижние чины полевой артиллерии.

## Использование в России и СССР

### 1900—1917
Первое успешное боевое применение револьверов конструкции Нагана относится к 1900 году. Русский экспедиционный корпус принял участие в усмирении «восстания боксёров» в Китае. 3 июня 1900 года, при овладении укреплением Таку, запиравшим устье реки Пейхо, командир сводной роты 12-го Сибирского полка поручик Станкевич, одним из первых ворвавшийся в расположение противника, застрелил двух нападавших китайских солдат.
Сокращение ассигнований военного ведомства с 1903 года привело к резкому снижению производства револьверов, и только начавшаяся Русско-японская война заставила правительство направить чрезвычайные кредиты на закупку вооружений. В 1905 году Тульскому заводу предписывалось изготовить 64 830 единиц револьвера образца 1895 года, но было выпущено всего 62 917 наганов. После войны финансирование программы перевооружения армии в очередной раз сократилось, и созданная в 1908 году межведомственная комиссия разрешила изготовление револьверов по заказам непосредственно войсковых частей.
Царское правительство начало готовиться к большой войне слишком поздно: «Большая программа по усилению армии» была объявлена лишь 7 июля 1914 года, за три недели до начала Первой мировой войны. В это время армии развитых стран начали замену револьверов самозарядными пистолетами, лучшие образцы которых по боевым характеристикам (особенно - в скорострельности, скорости перезаряжания и габаритах) превосходили револьверы. В России очередное перевооружение было признано нецелесообразным.
К 20 июля 1914 года в войсках по табелю насчитывалось 424 434 револьверов Нагана всех модификаций (из положенных по штату 436 210), то есть, армия была обеспечена револьверами на 97,3 %, но уже в первых боях потери вооружения были значительными. Были приняты меры по реконструкции оружейной промышленности, и с 1914 по 1917 год было произведено 474 800 наганов.
Трудоёмкость изготовления одного револьвера составляла порядка 30 станко-часов. При этом, некоторые сборочные операции (установка осей механизма в рамку) требовали достаточно высокой квалификации персонала. В боевых условиях одними из главных преимуществ стали неприхотливость в эксплуатации и безотказность: так, осечка никак не влияла на возможность произведения следующего выстрела, и не вызывала задержки.

### 1917—1939
Наган стал одним из символов революции 1917 года и последующей гражданской войны, а в дальнейшем слово «наган» стало нарицательным — в разговорной речи «наганом» часто называли любой револьвер, а иногда и самозарядный пистолет.
На вооружение Красной Армии был принят только самовзводный («офицерский») вариант нагана, при этом технологическая документация в 1918 году была переведена на метрическую систему измерений. Во время гражданской войны Тульский оружейный завод продолжал выпуск револьверов — в период с 1918 по 1920 год было изготовлено 175 115 штук (52 863 шт. в 1918 году, 79 060 шт. в 1919 году и 43 192 шт. в 1920 году). После окончания гражданской войны неоднократно поднимался вопрос о перевооружении Красной армии, однако, даже после принятия на вооружение в 1930 году пистолета ТТ, производство револьверов продолжалось.
Револьвер был штатным оружием не только бойцов РККА, но и сотрудников ОГПУ в 1920-е и 1930-е годы.
В июне-июле 1930 года конструкция и технология производства револьвера подверглась небольшой модификации: прорезь прицела вместо треугольной стала полукруглой, мушку предполагалось сменить на прямоугольную, но затем была введена более сложная полукругло-усечённая её форма.
Отпускная цена одного револьвера «наган» (с комплектом ЗИП) в 1939 году составляла 85 рублей

### 1939—1950
Вплоть до начала Второй мировой войны производство револьверов и пистолетов на Тульском заводе поддерживалось примерно на одном уровне, с 1932 по 1941 год произведено более 700 000 револьверов. Преимущества пистолетов были вполне очевидны для руководства РККА, однако, по ряду причин пистолет ТТ и наганы выпускались параллельно. Одной из причин было мнение, что пистолет должен обязательно быть пригодным для стрельбы через амбразуры танка. Пистолет ТТ для этого явно не подходил, а новые модели пистолетов, имевшие не закрытый кожухом ствол, оказывались хуже ТТ. В 1941 году Тульский оружейный завод был эвакуирован в Удмуртию, в город Ижевск, где производство револьверов продолжилось, а в 1942 году была произведена частичная реэвакуация из Ижевска в Тулу.
В период с 1942 по 1950 год произведено более 370 000 револьверов. Револьвер состоял на вооружении РККА, войск НКВД, Войска Польского, 1-го Чехословацкого корпуса, 1-й румынской пехотной дивизии имени Тудора Владимиреску, 1-й югославской пехотной бригады, французского истребительного авиаполка «Нормандия-Неман».
В военное время на производстве повысился процент брака — сказался недостаток квалифицированных кадров. Качество отделки револьверов военного выпуска было ниже, чем в мирное время. Боевое применение наганов выявило моральное устаревание его конструкции и недостаточность боевых качеств, самым заметным проигрышем, в сравнении с самозарядными пистолетами, была низкая практическая скорострельность (то есть, большая потеря времени на перезаряжание).
После окончания Великой Отечественной войны наган был снят с вооружения Советской Армии и его производство было прекращено. Тем не менее, револьверы системы Нагана находились на вооружении милиции до 1960 года, прокуратуры до 1976 года; в системе военизированной охраны и системе инкассации — намного дольше. Наганы использовались геологическими предприятиями по меньшей мере, до 2000 года. По нормам положенности Мингео СССР, наганами вооружались начальники партий и экспедиций, главные и старшие геологи.

## Модификации
- Nagant M1910 — бельгийская модель обр. 1910 года с одновременной экстракцией стреляных гильз, барабан откидывается вправо.

### Боевые модификации
- «солдатский» наган — револьвер с несамовзводным ударно-спусковым механизмом[12], выпуск прекращен в 1918 году;
- «командирский» наган — компактный вариант револьвера, предполагающий скрытое ношение, с уменьшенной до 85 мм длиной ствола и укороченной рукоятью. Разработан в 1927 году, выпускался до 1932 года малыми партиями, выпущено около 25 тысяч штук[13]. Поступал на вооружение сотрудников ОГПУ и НКВД[12].
- кроме того, для разведывательно-диверсионных подразделений в 1929 году был разработан револьвер с глушителем, оснащенный прибором бесшумно-беспламенной стрельбы «БраМит» системы братьев В. Г. и И. Г. Митиных[12]. В револьвере использовались патроны калибра 7,62 x 39 мм с уменьшенным пороховым зарядом[14].
- В конце 1940-х годов небольшой опытной партией выпущена модель под промежуточный патрон 7,62х39 мм с удлинённым и усиленным стволом, система обтюрации пороховых газов в ней отсутствует. Ограниченно использовалась в спецподразделениях, но не снискала популярности по причине излишней мощности применяемого патрона.[источник не указан 241 день]
- Nagant wz. 30 — револьвер Нагана образца 1895 года польского производства, с 1930 по 1939 год серийно производился на оружейном заводе в г. Радом, всего в Польше было выпущено 20 тыс. шт. револьверов «наган»[12] в двух модификациях: Ng wz.30 и Ng wz.32

### Спортивные модификации
- учебно-тренировочный револьвер Нагана-Смирнского образца 1926 года — конструктор А. А. Смирнский, в 1925—1939 гг. выпущено 3500 шт. под 5,6-мм патрон кольцевого воспламенения[7][12].
- спортивный револьвер системы Нагана — модель 1953 года, имел утяжеленный ствол, несамовзводный ударно-спусковой механизм, регулируемые прицельные приспособления[15]
- МЦ-4 — модель 1955 года с длиной ствола 147 мм, конструктор — В. А. Парамонов. Револьвер производился в 1956—1966 годы, всего было выпущено 8220 шт. МЦ-4 и МЦ-4-1[7].

### Конверсия в спортивно-охотничье оружие
- карабин КР-22 «Сокол» — конверсионная модель под патрон .22 LR, представляет собой револьвер «наган» с удлиненным до 500 мм стволом, деревянным цевьём и неотъёмным деревянным прикладом. Масса карабина составляет 2 кг[16]. Производство карабина было начато в 2010 году[17] В октябре 2021 года Сестрорецкий оружейный завод представил вариант карабина "Наган" под патрон 7,62х38 мм[18]
- револьвер «Гром» — конверсионная модель производства украинской компании ООО «СОБР», спортивно-тренировочный револьвер под 4-мм патрон Флобера, разработан в 2012 году[19]

### Конверсия в гражданское оружие самообороны
В начале 2000-х годов на базе револьвера Нагана были разработаны несколько вариантов газовых и травматических револьверов, которые производятся путём переделки из боевых «наганов».
1. в России производят гражданское оружие самообороны: травматические револьверы Р1 «Наганыч» под патрон 9 мм Р. А. и ВПО-502 «Наган-М» под патрон 10×32 мм Т, а также служебный травматический револьвер РС под патрон 10×23 мм Т.
2. на Украине производят газовые и травматические револьверы «Скат 1Р», «Комбриг»[20], «Г-Наган», «Наган РФ»[21], «РНР-УОС» и укороченный «Скат 1Рк»

В соответствии с криминалистическими требованиями, в конструкцию «резинострелов» внесены изменения, исключающие возможность стрельбы боевыми патронами.

### Сигнальные (шумовые) модификации
- ВПО-503 «Наган-С» («Блеф») — сигнальный револьвер под капсюль «Жевело», выпускается с лета 2006 года. Производитель — Вятско-Полянский завод «Молот»[22] — осуществляет переделку хранящихся на складах боевых револьверов. Конструкция револьвера исключает обратную переделку в боевое оружие (каморы барабана переделаны под калибр капсюля, ствол расточен, в казённую часть ствола вставлена заглушка). При этом внешний вид револьвера практически полностью сохранён. Все фабричные номера, клейма мастеров и контролеров также в сохранности. Револьвер разбирается и обслуживается обычным образом.
- МР-313 (Наган-07). Летом 2008 года началось свёртывание производства револьверов на «Молоте» и перенос производства на Ижевский оружейный завод. В МР-313, по сравнению с «Блефом», внесены изменения в конструкцию заглушки ствола (новая заглушка имеет более продуманную форму), ствол расточен под меньший диаметр, удалён заводской номер револьвера на рамке, фрезерование рамки у казённой части ствола не производится, номер барабана, а иногда и других деталей, не соответствует внутреннему номеру на рамке, втулки под «Жевело» не запрессовываются в каморы барабана, а вкручиваются в предварительно нарезанную в них резьбу. К револьверу прилагаются протирка и двухсторонняя отвёртка.
- Р-2 — сигнальный револьвер под капсюль «Жевело», следующая версия после «Блефа» и МР-313. Производитель — Ижевский машиностроительный завод. Особенности модели:

1. в ствол револьвера с правой стороны через раму установлен штифт, который одновременно является заглушкой, место вставки заварено и зашлифовано; тем не менее, ствол выглядит аутентично, нарезы сохранены;
2. барабан рассверлен, в нём установлены стандартные вставки под «Жевело»;
3. в отличие от МР-313, номер барабана и номер на крышке соответствуют номеру на рамке;
4. на крышку нанесены три новодельных клейма (на первом выпуске было больше);
5. на барабане и обратной стороне рамки новых клейм нет.

## На вооружении
- Аргентина: револьверы Нагана под американский калибр .440 были заказаны в Германии для военно-морского флота[уточнить].
- Люксембург: в 1884 году на вооружение жандармерии принят револьвер обр. 1884 года под швейцарский патрон 7,5-мм Nagant с бездымным порохом (190 шт.), не менее 15 револьверов были выпущены в варианте с удлинённым стволом, к которому мог быть примкнут игольчатый штык длиной 10 см[23].
- Швеция: в 1887 году на вооружение армии принят револьвер Нагана обр. 1886 года под патрон 7,5-мм Nagant с бездымным порохом, также была закуплена лицензия на производство револьвера. Производство револьвера началось в 1897 году в городе Хускварна[24], всего с 1898 по 1905 год было произведено 13 732 шт.
- Сербия: в июле 1891 года на вооружение армии был принят 7,5-мм револьвер «Наган» обр. 1891 года, к 1898 году было закуплено 12 тыс. револьверов и оборудование для производства патронов, установленное на патронном заводе в городе Крагуевац.
- Норвегия: под индексом M1893 на вооружение была принята модифицированная шведская модель (основное изменение коснулось формы мушки). Вооружённые силы Норвегии получили 12 964 револьвера, большинство которых было произведено фабрикой Наган в бельгийском Льеже, 350 единиц в шведской Хускварне и считанные единицы — норвежской фабрикой в городе Конгсберг. На вооружении Норвегии револьверы Нагана были полностью заменены самозарядными пистолетами только после окончания Второй мировой войны.
- Греция: в 1895 году принят на вооружение, после оккупации Греции в 1941 году оказались в распоряжении немецких оккупационных властей, использовались под наименованием Revolver 612(g)
- Российская империя — 13 мая 1895 г. указом Николая II принят на вооружение Русской армии под названием «3-линейный револьвер системы Наган обр. 1895 г.».
- РСФСР и  СССР

- Польша: находились на вооружении польской армии в 1918—1923 годах, в дальнейшем оставались на вооружении полиции и почтовой охраны. После оккупации Польши в сентябре 1939 года оказались в распоряжении немецких оккупационных властей, использовались под наименованием Revolver 612(p). В 1941—1942 годах советские «наганы» находились на вооружении «армии Андерса».
- Финляндия: после провозглашения в 1918 году независимости Финляндии, оружие царской армии (в том числе, револьверы «наган») поступили на вооружение подразделений финской армии и иных военизированных формирований. После окончания гражданской войны в Финляндии наганы не были приняты на вооружение и большей частью были разобраны по домам. Во время Зимней войны Финляндии достались тысячи трофейных наганов, но, как и прежде, по большей части они остались в руках лиц, подобравших их после боя. Незначительное количество (~1500 шт.) было сдано на военные склады.
- МНР: на вооружении МНРА[25]
- Германия: трофейные польские (под наименованием Revolver 612(p)) и советские (под наименованием R.612(r)) револьверы поступали на вооружение вспомогательных и охранно-полицейских формирований (в частности, полиции «генерал-губернаторства», отдельных подразделений войск СС, «восточных» формирований вермахта и подразделений вспомогательной полиции на оккупированной территории СССР).
- ПНР: с 1943 года на вооружении 1-й польской пехотной дивизии, а затем и других подразделений Войска Польского. Оставались на вооружении до 1950-х годов.
- Белоруссия: сняты с вооружения в декабре 2005 года[26], разрешены к использованию в тирах физкультурно-спортивного общества «Динамо»[27], состоят на вооружении военизированной охраны Белорусской железной дороги[28].
- Казахстан: по меньшей мере до 1996 года находился на вооружении военизированной охраны[29], по состоянию на 2012 год, на вооружении инкассаторов Национального Банка Республики Казахстан[30]
- Кыргызстан: оставались на вооружении сотрудников почтовой службы по меньшей мере до сентября 2012 года[31], также являются наградным оружием[32]
- Россия: были разрешены к использованию отдельным категориям работников заповедников[33]; большое количество единиц находилось в подразделениях ведомственной военизированной охраны и созданной на её базе ведомственной охраны[34]. В декабре 1998 года был официально принят на вооружение Федеральной службы судебных приставов[35]; также револьверы были разрешены к использованию отдельными категориями сотрудников Министерства сельского хозяйства по меньшей мере до 2002 года[36], они были сняты с вооружения почтовых служащих в 2003 году[37], по состоянию на 2006 год находился на вооружении подразделений охраны ФГУП «Охрана» МВД РФ[38] и инкассаторов[39]. Кроме того, «наган» включен в перечень наградного огнестрельного оружия[40].
- Украина: в 2003 году была продана партия из 680 револьверов; в мае 2008 года правительство Украины приняло решение о распродаже «наганов»[41], в дальнейшем началась их распродажа[42]. По состоянию на 6 августа 2008 года, на хранении министерства обороны имелось 60 000 револьверов «Наган» (50 тыс. исправных и 10 тыс. предназначенных к утилизации)[43]; к середине 2011 года, на хранении министерства обороны оставалось 15 000 револьверов «Наган»[44], ещё 995 шт. — в МЧС[45], также револьверы имелись на хранении в МВД и других силовых структурах. По состоянию на июнь 2014 года, оставались на вооружении железнодорожной охраны[46], также использовались ведомственной охраной[47].
- Вьетнам: Вьетнамская Народная армия[уточнить].